# トマ・レマル
- トマ・レマル
- トマ・ルマル
- トマ・ルマー
- トマ・レマー

トマ・ブノワ・レマル（Thomas Benoît Lemar、1995年11月12日 - ）は、フランスのサッカー選手。ラ・リーガ・ジローナ所属。元フランス代表。ポジションはミッドフィールダー。

## クラブ経歴
地元のSSデ・ベ・マオーでキャリアをスタートさせ、2010年にフランスのSMカーンの下部組織へと移った。

### カーン
カーンでは2013年にトップチーム昇格を果たし、8月2日のディジョンFCO戦でトップチームデビューを飾った。2015年4月6日のナント戦でプロ初ゴールを決めた。

### モナコ
2015年2月1日、リーグ・アンのASモナコへ移籍した。同年8月22日のトゥールーズFC戦にて移籍後初得点を決めた。

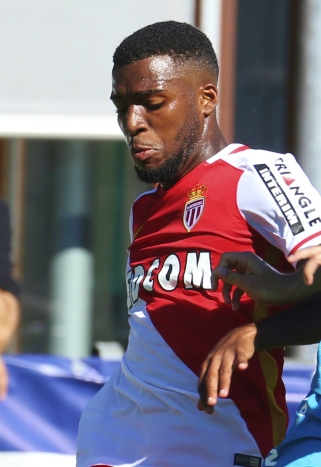
2016年6月

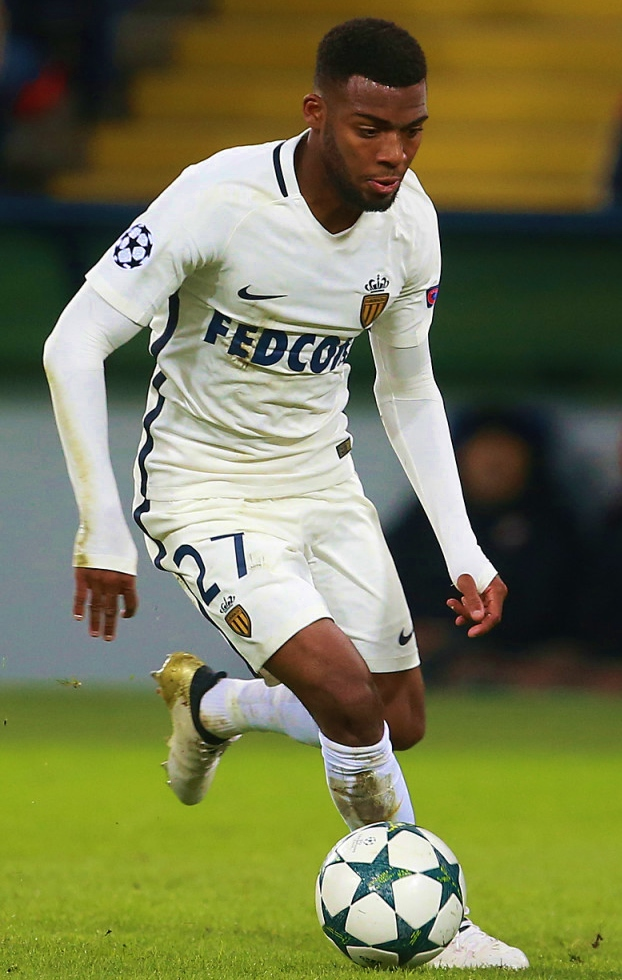
2016年10月

2016年9月14日、トッテナム・ホットスパー戦でシーズンの最初のゴールを決めた。 3日後、スタッド・レンヌ戦でで2得点を決めた。 2016–17シーズンは公式戦14得点を挙げた。
2017年12月15日、ASサンテティエンヌ戦で2得点を決めた。2017-18シーズンはリーグ戦30試合に出場し、リーグ・アン優勝に貢献した。

### アトレティコ・マドリード
2018年6月12日、アトレティコ・マドリードは、モナコと獲得に関して基本合意に達したと発表、2018年7月27日に契約を結んだ。移籍金は当時アトレティコ史上最高額の7000万ユーロ（約88億円）。
最初の公式試合となったUEFAスーパーカップ、レアル・マドリード戦にフル出場し、優勝に貢献した。9月22日のヘタフェCF戦、移籍後初ゴールを決めた。しかしラ・リーガではわずか3ゴール3アシストと低調な結果に終わったため、シーズン終了後にはサポーターから批判を受けた。
2019-20シーズンは公式戦29試合に出場するも、0ゴール0アシストでシーズンを終えた。
2020年10月27日、ザルツブルク戦でジョアン・フェリックスへのアシストを記録した。これは2019年4月24日のバレンシア戦でのアシストから、約1年6ヶ月ぶりの得点関与となった。12月5日のレアル・バジャドリード戦では、2019年4月20日のエイバル戦以来約1年8ヶ月ぶりにゴールを決めた。また、前節のバレンシア戦から2試合連続でのマン・オブ・ザ・マッチに選ばれた。2021年3月7日、レアル・マドリードとのマドリードダービーに出場したことでクラブでの出場100試合を達成した。
2023-24シーズンの9月17日、バレンシアCFとのリーグ戦に先発出場したレマルは、試合途中にヘディングの競り合いから着地した際に右足のアキレス腱を断裂する重傷を負った。自力では歩いてピッチを後にすることが困難であったため、担架でピッチを離れると、翌日の18日にアキレス腱の再建手術が施され、無事に手術は成功した。

#### ジローナ
2025年7月30日、ジローナにローン移籍した。

## 代表経歴
フランス代表として各ユース年代でプレーした。2016年11月、負傷したキングスレイ・コマンに代わってA代表初招集された。11月15日、親善試合のコートジボワール代表戦にて、ラビオとの交代途中出場でAデビューを飾った。2017年8月31日のワールドカップ予選オランダ戦で代表初得点を含む2ゴールを挙げた。2018 FIFAワールドカップの23人のメンバーに選ばれた。 6月26日、グループステージ最終戦のデンマーク戦に出場した。それが唯一の出場となったが、チームはクロアチアを破り史上2度目の世界一に輝いた。

## 個人成績
2023-24シーズン終了時点
| クラブ                   | シーズン     | リーグ       | リーグ戦 | リーグ戦 | カップ戦 | カップ戦 | リーグ杯 | リーグ杯 | 国際大会 | 国際大会 | その他 | その他 | 合計 | 合計 |
| クラブ                   | シーズン     | リーグ       | 出場     | 得点     | 出場     | 得点     | 出場     | 得点     | 出場     | 得点     | 出場   | 得点   | 出場 | 得点 |
| ------------------------ | ------------ | ------------ | -------- | -------- | -------- | -------- | -------- | -------- | -------- | -------- | ------ | ------ | ---- | ---- |
| カーン                   | 2013–14      | リーグ・ドゥ | 7        | 0        | 1        | 0        | 2        | 0        | -        | -        | 0      | 0      | 10   | 0    |
| カーン                   | 2014–15      | リーグ・アン | 25       | 1        | 0        | 0        | 1        | 0        | -        | -        | 0      | 0      | 26   | 1    |
| カーン                   | 通算         | 通算         | 32       | 1        | 1        | 0        | 3        | 0        | -        | -        | 0      | 0      | 36   | 1    |
| モナコ                   | 2015–16      | リーグ・アン | 26       | 5        | 2        | 0        | 1        | 0        | 5        | 0        | 0      | 0      | 34   | 5    |
| モナコ                   | 2016-17      | リーグ・アン | 34       | 9        | 2        | 2        | 3        | 1        | 16       | 2        | 0      | 0      | 55   | 14   |
| モナコ                   | 2017-18      | リーグ・アン | 30       | 2        | 1        | 0        | 3        | 1        | 3        | 0        | 1      | 0      | 38   | 3    |
| モナコ                   | 通算         | 通算         | 90       | 16       | 5        | 2        | 7        | 2        | 24       | 2        | 1      | 0      | 127  | 22   |
| アトレティコ・マドリード | 2018-19      | プリメーラ   | 31       | 2        | 4        | 1        | -        | -        | 7        | 0        | 1      | 0      | 43   | 3    |
| アトレティコ・マドリード | 2019-20      | プリメーラ   | 22       | 0        | 0        | 0        | -        | -        | 7        | 0        | 0      | 0      | 29   | 0    |
| アトレティコ・マドリード | 2020-21      | プリメーラ   | 27       | 1        | 1        | 1        | -        | -        | 8        | 0        | 0      | 0      | 36   | 2    |
| アトレティコ・マドリード | 2021-22      | プリメーラ   | 24       | 4        | 2        | 0        | -        | -        | 8        | 0        | 1      | 0      | 35   | 4    |
| アトレティコ・マドリード | 2022-23      | プリメーラ   | 27       | 1        | 3        | 0        | -        | -        | 2        | 0        | -      | -      | 32   | 1    |
| アトレティコ・マドリード | 2023-24      | プリメーラ   | 3        | 0        | 0        | 0        | -        | -        | 0        | 0        | 0      | 0      | 3    | 0    |
| アトレティコ・マドリード | クラブ通算   | クラブ通算   | 134      | 8        | 10       | 2        | -        | -        | 32       | 0        | 2      | 0      | 178  | 10   |
| キャリア通算             | キャリア通算 | キャリア通算 | 311      | 29       | 16       | 4        | 10       | 2        | 56       | 2        | 3      | 0      | 396  | 37   |

| クラブ  | シーズン | リーグ | リーグ戦 | リーグ戦 | 合計 | 合計 |
| クラブ  | シーズン | リーグ | 出場     | 得点     | 出場 | 得点 |
| ------- | -------- | ------ | -------- | -------- | ---- | ---- |
| カーンⅡ | 2011-12  | CFA    | 11       | 0        | 11   | 0    |
| カーンⅡ | 2012-13  | CFA    | 22       | 0        | 22   | 0    |
| カーンⅡ | 2013-14  | CFA2   | 15       | 3        | 15   | 3    |
| カーンⅡ | 2014-15  | CFA2   | 7        | 1        | 7    | 1    |
| 総通算  | 総通算   | 総通算 | 55       | 4        | 55   | 4    |

## 代表歴

### 出場大会
- フランス代表
  - 2018年 - 2018 FIFAワールドカップ（優勝）
  - 2018年 - UEFAネーションズリーグ2018-19
  - 2020年 - UEFA EURO 2020 (ベスト16)

### 試合数
- 国際Aマッチ 27試合 4得点（2016年-2021年）[21]

| フランス代表 | 国際Aマッチ | 国際Aマッチ |
| 年           | 出場        | 得点        |
| ------------ | ----------- | ----------- |
| 2016         | 1           | 0           |
| 2017         | 7           | 2           |
| 2018         | 6           | 1           |
| 2019         | 8           | 1           |
| 2021         | 5           | 0           |
| 通算         | 27          | 4           |

### 得点
| #  | 日時          | 場所                               | 相手         | スコア | 結果  | 大会                                    |
| -- | ------------- | ---------------------------------- | ------------ | ------ | ----- | --------------------------------------- |
| 1  | 2017年8月31日 | サン＝ドニ、スタッド・ド・フランス | オランダ     | 2-0    | 4-0   | 2018 FIFAワールドカップ・ヨーロッパ予選 |
| 2  | 2017年8月31日 | サン＝ドニ、スタッド・ド・フランス | オランダ     | 3-0    | 4-0   | 2018 FIFAワールドカップ・ヨーロッパ予選 |
| 3  | 2018年3月23日 | サン＝ドニ、スタッド・ド・フランス | コロンビア   | 2-0    | 2-3   | 親善試合                                |
| 4. | 2019年6月2日  | スタッド・ドゥ・ラ・ボージョワール | アイスランド | 1 - 0  | 2 - 0 | 親善試合                                |

## タイトル

### チーム
モナコ
- リーグ・アン：1回（2016-17）

アトレティコ・マドリード
- プリメーラ・ディビシオン：1回（2020-21）
- UEFAスーパーカップ：1回（2018）

### 代表
- FIFAワールドカップ：1回（2018）